# 士林紙業
士林紙業，簡稱士紙，台灣造紙業公司，總部位於台北市士林紙廠。前身為1918年的台灣製紙株式會社。在中華民國時期，台灣製紙與其他四大紙廠合併為台灣紙業，被收歸國營。但在1959年台灣紙業民營化後再度分拆，其中的士林造紙廠改組為士林紙業，現為萬海航運陳家的家族企業之一。

## 歷史

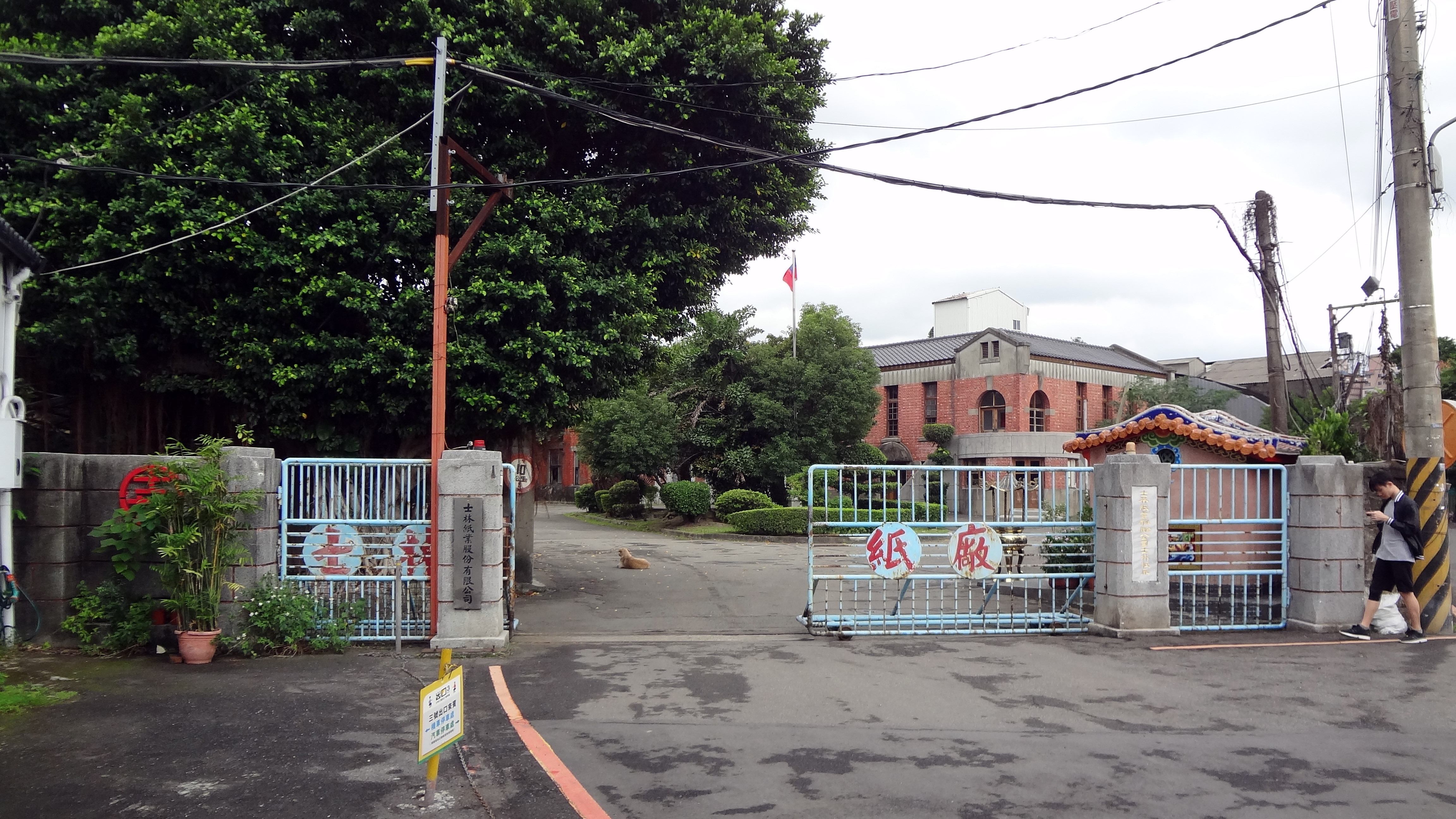
士林紙業總部

台灣日治時期，台灣製紙株式會社於1918年（大正8年）在台北廳士林支廳創立，其下設有工廠，是台灣最早的機械化造紙廠。
1945年第二次世界大戰結束後，國民政府接收台灣，日本投降撤台。原屬日資的台灣製紙，與台灣興業株式會社（宜蘭羅東）、台灣紙漿株式會社（台中大肚）、鹽水港紙漿工業株式會社（台南新營）、東亞製紙工業株式會社（高雄小港）等五間紙廠合併，1946年改組為台灣紙業並收歸國營。
1953年，蔣中正政府實施耕者有其田政策，以國營企業股票補償地主的損失；次年，台灣紙業改組為股份有限公司，轉型民營化。
1959年，陳勇與賴森林、張清來等人集資購買了台灣紙業士林廠。1960年，台灣紙業士林廠改組為「士林紙業股份有限公司」，由陳勇出任董事長。陳勇家族除了擁有士林紙業外，還創辦了萬海航運、泰安產險等公司。
1969年，陳勇分配財產予子女，其子女共同擁有士林紙業股權，但由次子陳朝傳負責經營士林紙業。1970年，士林紙業於桃園縣新屋鄉永安村（今桃園市新屋區永安里）設立永安廠。
1990年，士林紙業成立子公司「士林環境淨化股份有限公司」。2003年，士林紙業士林廠及相關土地與房屋分割讓與士林紙業100%持股之子公司「陽光士林開發股份有限公司」。
2012年，士林紙業爆發掏空案，士林紙業董事長陳朝傳、監察人陳音如（陳朝傳女兒）、副總經理陳美如（陳朝傳女兒）、總經理陳建昆、前總經理等十人皆被士林地檢署起訴。
2013年，陳朝傳過世，其子陳柏廷接任士林紙業董事長。2015年，士林紙業投入民生消費品市場，自有品牌「獅子寶寶」上市。

## 外部連結
- 官方网站